# Столкновения в Манипуре (2023)
Столкновения в Манипуре — столкновения между представителями народностей куки (в основном христианами) и мейтхеи (манипури) (в основном индуистами) в индийском штате Манипур в мае 2023 года.

## Ход событий
Двадцать лет мейтхеи добивались статуса «зарегистрированного племени», что дало им бы право на квоты при поступлении на государственную службу и приеме в высшие учебные заведения. Однако куки утверждали, что мейтхеи, которые являются большинством в штате, и так являются более состоятельными и образованными, чем куки, поэтому они не заслуживают привилегированного статуса.
В апреле 2023 года Верховный суд Манипура постановил, что требование мейтхеи о предоставлении статуса «зарегистрированного племени» должно быть рассмотрено. После этого Всеплеменной студенческий союз Манипура организовал «Марш солидарности племён» против этого решения, что 3 мая 2023 года привело к беспорядкам в округе Чуранчандпур. 
Враждующие стороны начали поджигать дома друг друга, 9000 человек бежало, 20 000 было эвакуировано властями во временные лагеря. В результате столкновений погибли 60 человек и 230 получили ранения.  
Для восстановления порядка и законности в штате были развёрнуты Ассамские стрелки и части индийской армии. Доступ к Интернету в штате был приостановлен на пять дней. Была введена в действие статья 144 Уголовного кодекса Индии. Индийские военные получили приказ стрелять на поражение «в чрезвычайных обстоятельствах» для обеспечения соблюдения комендантского часа.

## Реакция
Главный министр штата Бирен Сингх заявил, что столкновения вызваны «господством непонимания между двумя общинами» и призвал к возвращению к нормальности .
Депутат парламента Шаши Тарур призвал ввести в силу т.н. «президентское правление». Он обвинил нынешнее индийское правительство Индийской народной партии в провале управления штатом.  
Питер Мачадо, архиепископ митрополии Бангалора выразил обеспокоенность тем, что христианскую общину заставляют чувствовать себя незащищенной и добавил, что «семнадцать церквей подверглись нападениям или осквернениям».
Призёрка летней олимпиады 2012 года по боксу Мэри Ком, уроженка Манипура призвала в Твиттере оказать помощь своему родному штату. 
Министр внутренних дел Союза Амит Шах отложил свои планы по кампании на выборах в штате Карнатака и провёл встречи с Биреном Сингхом, отслеживающим ситуацию в Манипуре.
Депутат Законодательного собрания штат Манипур Динганглунг Гангмей направил петицию в Верховный суд Индии против рекомендации Верховного суда Манипура правительству штата добавить народ мейтхей в список зарегистрированных племён.
Высокий комиссар управления ООН по правам человека Фолкер Тюрк заявил, что насилие в Манипуре «показывает скрытую напряжённость между различными этническими и религиозными группами». Он призвал власти «быстро отреагировать на ситуацию» включая расследование и устранить коренные причины насилия в соответствии с международными обязательствами по соблюдению прав человека.